# مشاة (البيضاء)

تعديل مصدري - تعديل

مشاة هي إحدى قرى عزلة العيوف بمديرية البيضاء التابعة لمحافظة البيضاء، بلغ تعداد سكانها 229 نسمة حسب تعداد اليمن لعام 2004.